# Ginástica artística nos Jogos Olímpicos de Verão de 2024 - Salto feminino
A competição do salto feminino da ginástica artística nos Jogos Olímpicos de Verão de 2024 foi realizada na Bercy Arena em Paris, França, em 28 de julho e 3 de agosto de 2024. Um total de 19 ginastas de 14 Comitês Olímpicos Nacionais (CON) participaram do evento na fase qualificatória. Ao contrário de outros eventos por aparelhos, o salto exige que as ginastas realizem dois exercícios para que os resultados sejam contabilizados para a final; a maioria das ginastas realiza apenas um (se estiverem participando do individual geral ou em equipe) ou nenhum (se estiverem participando apenas de outros aparelhos).

## Qualificação
Um CON poderia inscrever até cinco ginastas qualificadas. Um total de 95 vagas de cota foram alocadas para ginástica artística feminina.
As 12 equipes que se classificaram enviaram cinco ginastas para a competição por equipes, para um total de 60 das 95 vagas de cota. As três melhores equipes no Campeonato Mundial de Ginástica Artística de 2022 (Estados Unidos, Grã-Bretanha e Canadá) e as nove melhores equipes (excluindo as já classificadas) no Campeonato Mundial de Ginástica Artística de 2023 (China, Brasil, Itália, Países Baixos, França, Japão, Austrália, Romênia e Coreia do Sul) ganharam essas vagas.
As 35 vagas restantes foram concedidas individualmente, sendo que cada ginasta poderia ganhar apenas uma vaga. Elas foram preenchidas por meio de diversos critérios baseados no Campeonato Mundial de 2023, na série da Copa do Mundo de Ginástica Artística de 2024, campeonatos continentais, garantia do país sede, garantia de realocação e convite da Comissão Tripartite.
Cada uma das 95 ginastas qualificadas era elegível para a competição de salto, mas devido à exigência de que a ginasta realize dois exercícios na rodada qualificatória (em vez de apenas um, necessário para contar para os eventos individuais e em equipe), muitas ginastas não tentam se classificar para a final do aparelho.

## Formato
As oito melhores ginastas na qualificatória (limite de duas por CON) avançam para a final. As finalistas realizaram um exercício adicional no aparelho (mais dois saltos). As pontuações da qualificatória foram então ignoradas, com apenas as pontuações da rodada final contando. A pontuação foi de acordo com o Código de Pontos da Federação Internacional de Ginástica.

## Calendário
Horário local (UTC+2)
| Data        | Horário | Fase           | Fase         |
| ----------- | ------- | -------------- | ------------ |
| 28 de julho | 9:30    | Qualificatória | Subdivisão 1 |
| 28 de julho | 11:40   | Qualificatória | Subdivisão 2 |
| 28 de julho | 14:50   | Qualificatória | Subdivisão 3 |
| 28 de julho | 18:00   | Qualificatória | Subdivisão 4 |
| 28 de julho | 21:10   | Qualificatória | Subdivisão 5 |
| 3 de agosto | 16:20   | Final          | Final        |

## Medalhistas
| Ouro   | USA Simone Biles   |
| Prata  | BRA Rebeca Andrade |
| Bronze | USA Jade Carey     |

## Resultados

### Qualificatória
As ginastas que se classificaram entre as oito melhores avançaram para a final. No caso de duas ou mais ginastas de um mesmo CON estando entre as oito melhores, as próximas classificadas após elas avançam para a final.
| Pos. | Ginasta                 | Salto 1 | Salto 1 | Salto 1 | Salto 1 | Salto 2 | Salto 2 | Salto 2 | Salto 2 | Total  | Notas |
| Pos. | Ginasta                 | Nota D  | Nota E  | Pen.    | Pont. 1 | Nota D  | Nota E  | Pen.    | Pont. 2 | Total  | Notas |
| ---- | ----------------------- | ------- | ------- | ------- | ------- | ------- | ------- | ------- | ------- | ------ | ----- |
| 1    | USA Simone Biles        | 6.4     | 9.400   |         | 15.800  | 5.6     | 9.200   |         | 14.800  | 15.300 | Q     |
| 2    | BRA Rebeca Andrade      | 5.6     | 9.400   | –0.100  | 14.900  | 5.0     | 9.466   |         | 14.466  | 14.683 | Q     |
| 3    | USA Jade Carey          | 5.6     | 9.166   | –0.100  | 14.666  | 5.0     | 9.200   |         | 14.200  | 14.433 | Q     |
| 4    | USA Jordan Chiles       | 5.0     | 9.333   |         | 14.333  | 4.8     | 9.300   |         | 14.100  | 14.216 |       |
| 5    | KOR Yeo Seo-jeong       | 5.4     | 9.000   |         | 14.400  | 5.0     | 8.966   |         | 13.966  | 14.183 | Q     |
| 6    | PRK An Chang-ok         | 5.0     | 9.066   |         | 14.066  | 5.6     | 8.700   |         | 14.300  | 14.183 | Q     |
| 7    | CAN Shallon Olsen       | 5.6     | 8.833   |         | 14.433  | 5.0     | 8.900   |         | 13.900  | 14.166 | Q     |
| 8    | CAN Ellie Black         | 5.0     | 9.100   |         | 14.100  | 4.8     | 9.100   |         | 13.900  | 14.000 | Q     |
| 9    | BUL Valentina Georgieva | 5.0     | 9.166   |         | 14.166  | 4.8     | 9.033   |         | 13.833  | 13.999 | Q     |
| 10   | MEX Alexa Moreno        | 5.4     | 8.766   |         | 14.166  | 5.2     | 8.533   |         | 13.733  | 13.949 | R1    |
| 11   | FRA Ming van Eijken     | 5.4     | 8.833   |         | 14.233  | 4.4     | 8.933   |         | 13.333  | 13.783 | R2    |
| 12   | HUN Csenge Bácskay      | 5.0     | 8.900   |         | 13.900  | 4.8     | 8.833   |         | 13.633  | 13.766 | R3    |

### Final
As ginastas com as melhores pontuações conquistam as medalhas.
| Pos.              | Ginasta                 | Salto 1 | Salto 1 | Salto 1 | Salto 1 | Salto 2 | Salto 2 | Salto 2 | Salto 2 | Total  |
| Pos.              | Ginasta                 | Nota D  | Nota E  | Pen.    | Pont. 1 | Nota D  | Nota E  | Pen.    | Pont. 2 | Total  |
| ----------------- | ----------------------- | ------- | ------- | ------- | ------- | ------- | ------- | ------- | ------- | ------ |
| Medalha de ouro   | USA Simone Biles        | 6.4     | 9.400   | –0.100  | 15.700  | 5.6     | 9.300   |         | 14.900  | 15.300 |
| Medalha de prata  | BRA Rebeca Andrade      | 5.6     | 9.500   |         | 15.100  | 5.4     | 9.433   |         | 14.833  | 14.966 |
| Medalha de bronze | USA Jade Carey          | 5.6     | 9.133   |         | 14.733  | 5.0     | 9.200   |         | 14.200  | 14.466 |
| 4                 | PRK An Chang-ok         | 5.0     | 9.066   |         | 14.066  | 5.6     | 8.766   |         | 14.366  | 14.216 |
| 5                 | BUL Valentina Georgieva | 5.0     | 9.100   |         | 14.100  | 4.8     | 9.066   |         | 13.866  | 13.983 |
| 6                 | CAN Ellie Black         | 5.0     | 9.100   |         | 14.100  | 4.8     | 8.966   |         | 13.766  | 13.933 |
| 7                 | KOR Yeo Seo-jeong       | 5.4     | 8.766   |         | 14.166  | 5.0     | 7.666   |         | 12.666  | 13.416 |
| 8                 | CAN Shallon Olsen       | 5.6     | 8.500   |         | 14.100  | 5.0     | 7.633   |         | 12.633  | 13.366 |